# Peder Magnusson Brahe
Peder Magnusson Brahe (kallade sig själv Bragde), omtalad första gången 1482 och död mellan 1505 och 1508, var en svensk riddare och riksråd samt under 1480-talet häradshövding i Oppunda härad. Han var son till Magnus Laurentsson och Johanna Torkildsdotter Brahe, och föddes i danska Halland. Peder antog moderns ättenamn men däremot sin fars vapen, och blev stamfader för den svenska grenen av Braheätten. Han gifte sig 1481 med Öllegård Turesdotter (Svarte skåning). 
Peder ärvde gården Tärnö, Nyköpings kommun i Oppunda härad av sin barnlöse styvfar Knut Karlsson (Örnefot) till Tärna, och använde den som sin sätesgård.

## Biografi
Peder Magnusson Brahe var son till Magnus Laurentsson och Johanna Torkildsdotter Brahe. Han var från 1482 till 1487 häradshövding i Oppunda härad och blev 1487 väpnare. Brahe deltog i mötet i Stockholm 1499, då rådet och ständerna korade prins Kristian till kung i Sverige efter fadern. Han avled mellan 4 januari 1505 och 28 juni 1508.

### Egendom
Brahe ägde gården Tärna i Husby-Oppunda socken.

### Familj
Peder Brahe gifte sig första gången senast 1481 med Öllegård Turesdotter, dotter till lagmannen Ture Jönsson (Svarte skåning) och Birgitta Henriksdotter (Snackenborg). De fick tillsammans barnen godsägaren Joakim Brahe (död 1520) och Johanna Pedersdotter som var gift med väpnaren Gregers Jepsen Ulfstand.
Peder Brahe gifte sig andra gången kort före 4 januari 1505 med Cecilia Månsdotter, dotter till riksrådet Magnus Stensson Gren och Gertrud Narvesdotter.